# La voluntària
La voluntària (originalment en castellà, La voluntaria) és una pel·lícula dramàtica de la directora de cinema catalana Nely Reguera estrenada el 2022. Gravada originalment en castellà, s'ha doblat al català.

## Sinopsi
La Marisa, una doctora recentment jubilada, s'avorreix amb els alts i baixos de les seves amigues que són àvies així que decideix marxar com a cooperant al camp de refugiats de Malakasa, a Grècia. Es trobarà amb realitats que fins llavors no havia pogut imaginar i començarà a ajudar als refugiats. Quan coneix el petit Ahmed descobrirà nous sentiments.

## Repartiment
- Carmen Machi: Marisa[6]
- Itsaso Arana[7]
- Dèlia Brufau
- Yohan Lévy
- Enriqueta Rauth